# Plectrocnemia maclachlani
Plectrocnemia maclachlani là một loài Trichoptera trong họ Polycentropodidae. Chúng phân bố ở miền Australasia.